# Tour der neuseeländischen Rugby-Union-Nationalmannschaft nach Australien 1914
| Tour der All Blacks nach Australien 1914 | Tour der All Blacks nach Australien 1914 | Tour der All Blacks nach Australien 1914 | Tour der All Blacks nach Australien 1914 | Tour der All Blacks nach Australien 1914 |
| Übersicht                                | S                                        | G                                        | U                                        | N                                        |
| ---------------------------------------- | ---------------------------------------- | ---------------------------------------- | ---------------------------------------- | ---------------------------------------- |
| Test Matches                             | 03                                       | 03                                       | 0                                        | 0                                        |
| Sonstige Spiele                          | 08                                       | 07                                       | 0                                        | 1                                        |
| Gesamt                                   | 11                                       | 10                                       | 0                                        | 1                                        |
|                                          |                                          |                                          |                                          |                                          |
| Australien                               | 03                                       | 03                                       | 0                                        | 0                                        |

Die Tour der neuseeländischen Rugby-Union-Nationalmannschaft nach Australien 1914 umfasste eine Reihe von Freundschaftsspielen der All Blacks, der Nationalmannschaft Neuseelands in der Sportart Rugby Union. Das Team reiste im Juli und August 1914 durch Australien, wobei es elf Spiele bestritt. Dazu gehörten ein Spiel gegen die Wellington Rugby Football Union zur Vorbereitung, sieben weitere Spiele gegen Auswahlteams sowie drei Test Matches gegen die Wallabies. Ihre einzige Niederlage erlitten die Neuseeländer im Vorbereitungsspiel.

## Spielplan
- Hintergrundfarbe grün = Sieg
- Hintergrundfarbe rot = Niederlage

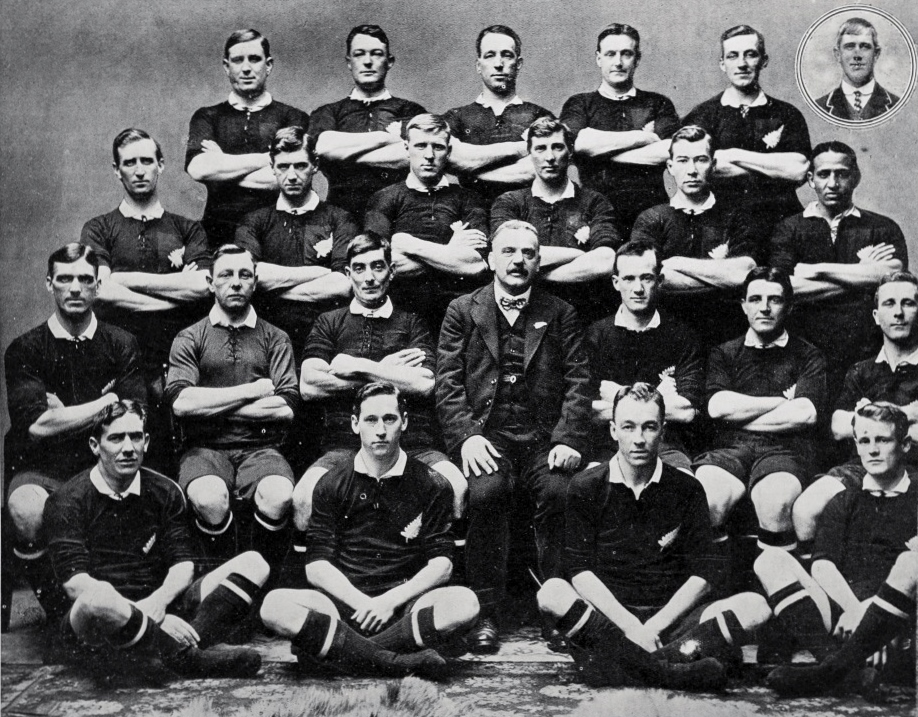
Das neuseeländische Team während der Tour von 1914

(Test Matches sind grau unterlegt; Ergebnisse aus der Sicht Neuseelands)
| #  | Datum           | Gegner                          | Ort        | Stadion                 | Ergebnis |
| -- | --------------- | ------------------------------- | ---------- | ----------------------- | -------- |
| 01 | 01. Juli 1914   | Wellington Rugby Football Union | Wellington | Athletic Park           | 14:19    |
| 02 | 11. Juli 1914   | New South Wales Waratahs        | Sydney     | Sydney Sports Ground    | 27:6     |
| 03 | 15. Juli 1914   | Central–Western Districts       | Orange     | Wade Park               | 59:10    |
| 04 | 18. Juli 1914   | Australien                      | Sydney     | Sydney Sports Ground    | 5:0      |
| 05 | 22. Juli 1914   | New England                     | Armidale   | Armidale Showground     | 35:6     |
| 06 | 25. Juli 1914   | Queensland Reds                 | Brisbane   | Brisbane Cricket Ground | 26:5     |
| 07 | 29. Juli 1914   | Queensland Reds                 | Brisbane   | Brisbane Cricket Ground | 19:0     |
| 08 | 01. August 1914 | Australien                      | Brisbane   | Brisbane Cricket Ground | 17:0     |
| 09 | 05. August 1914 | Metropolitan Union              | Sydney     | Sydney Sports Ground    | 11:6     |
| 10 | 08. August 1914 | New South Wales Waratahs        | Sydney     | Sydney Sports Ground    | 25:10    |
| 11 | 15. August 1914 | Australien                      | Sydney     | Sydney Sports Ground    | 22:7     |

## Test Matches
| 18. Juli 1914 | Australien | 0 : 5   | Neuseeland                           | Sydney Sports Ground, Sydney Zuschauer: 10.000 Schiedsrichter: Thomas Pauling (Australien) |
| 18. Juli 1914 |            | Bericht | Versuche: McNeece Erhöhungen: Graham | Sydney Sports Ground, Sydney Zuschauer: 10.000 Schiedsrichter: Thomas Pauling (Australien) |

Aufstellungen:
- Australien: Harald Baker, Ernest Carr, Larry Dwyer, Jimmy Flynn, Eric Francis, Harold George, Peter Murphy, Bill Tasker, Frederick Thompson, John Thompson, Clarence Wallach, Bill Watson, David Williams, Frederick Wood , Larry Wogan
- Neuseeland: Robert Black, John Bruce, Michael Cain, Albert Downing, William Francis, James Graham, John Irvine, Thomas Lynch, James McNeece, Jack O’Brien, Edward Roberts , Richard Roberts, James Ryan, Harry Taylor, Ranji Wilson

| 1. August 1914 | Australien | 0 : 17        | Neuseeland                                                   | Brisbane Cricket Ground, Brisbane Zuschauer: 12.000 Schiedsrichter: P. Ferguson (Australien) |
| 1. August 1914 |            | (0:9) Bericht | Versuche: Lynch R. Roberts Taylor (3) Erhöhungen: E. Roberts | Brisbane Cricket Ground, Brisbane Zuschauer: 12.000 Schiedsrichter: P. Ferguson (Australien) |

Aufstellungen:
- Australien: Harald Baker, Rowland Birt, Ernest Carr, Larry Dwyer, Jimmy Flynn , Eric Francis, Samuel Kreutzer, William Morrissey, Peter Murphy, Bill Tasker, Frederick Thompson, Clarence Wallach, David Williams, Frederick Wood, Larry Wogan
- Neuseeland: John Bruce, Michael Cain, Eric Cockroft, Albert Downing, William Francis, John Irvine, Thomas Lynch, Richard McKenzie, James McNeece, Toby Murray, Edward Roberts, Richard Roberts , James Ryan, Harry Taylor, Ranji Wilson

| 15. August 1914 | Australien                       | 7 : 22        | Neuseeland                                                                             | Sydney Sports Ground, Sydney Zuschauer: 5.000 Schiedsrichter: C. C. Butt (Australien) |
| 15. August 1914 | Versuche: Wogan Dropgoals: Dwyer | (0:3) Bericht | Versuche: Francis (2) McKenzie R. Roberts (2) Taylor Erhöhungen: E. Roberts R. Roberts | Sydney Sports Ground, Sydney Zuschauer: 5.000 Schiedsrichter: C. C. Butt (Australien) |

Aufstellungen:
- Australien: Harald Baker, Jackie Beith, Ernest Carr, Larry Dwyer, Edward Fahey, Harold George, Montague Massy-Westropp, Peter Murphy, Warden Prentice, Bill Tasker, Frederick Thompson, Clarence Wallach, David Williams, Larry Wogan, Frederick Wood
- Neuseeland: Michael Cain, Eric Cockroft, Albert Downing, William Francis, James Graham, John Irvine, Thomas Lynch, Richard McKenzie, James McNeece, Toby Murray, Edward Roberts, Richard Roberts , James Ryan, Harry Taylor, Ranji Wilson